# Неудачник (фильм, 2005)
Неудачник (англ. Neverwas) — канадско-американский драматический фильм в жанре фэнтези 2005 года. Автором сценария стал Джошуа Майкл Стерн, и он же дебютировал в роли режиссёра. В главных ролях снялись Йен Мак-Келлен, Аарон Экхарт, Бриттани Мерфи, Ник Нолти, Уильям Херт и Джессика Ланж. Впервые фильм был показан на Международном кинофестивале в Торонто в 2005 году, но так и не вышел в широкий прокат, и в конце концов был выпущен на DVD в 2007 году.

## Сюжет
Зак Райли (Аарон Экхарт) — психиатр, оставивший работу в престижном университете, чтобы устроиться на работу в частной психиатрической клинике Миллвуд, принадлежащей доктору Риду (Уильям Херт). Во время своего устройства на работу, он скрывает, что именно в этом месте его отец-писатель Т. Л. Пирсон (Ник Нолти) провел много лет своей жизни, борясь с хронической депрессией. Позже его отец написал популярную детскую книгу «Никогда не было» (англ. Neverwas) о ребёнке (взяв за прообраз своего сына Зака), который отправляется в тайный мир, чтобы освободить пленённого короля. Отец позже покончил жизнь самоубийством; Зак, который нашел тело  всегда отчасти винил себя в смерти отца.
Райли назначается работать с пациентом-шизофреником Габриэлем Финчем (Йен МакКеллен) и вскоре понимает, что Финч считает себя пленённым королем из книги. Когда он слушает Финча и возобновляет знакомство с подругой детства Мэгги Пейдж (Бриттани Мерфи), он понимает, что с книгой связано выздоровление Финча, а также гораздо больше деталей, нежели он когда-либо думал. Книга отца была основана на историях рассказанных Финчем, когда они оба находились в больнице. Финч считает, что книга является своего рода оракулом, подтверждающим его личную реальность, и что Зак — тот самый герой мальчишка. Райли вдруг обнаруживает, что «галлюцинации» Финча касаются реальных мест и событий.

## В ролях
- Йен Мак-Келлен — Габриэль Финч
- Аарон Экхарт — Зак Райли
- Бриттани Мерфи — Мэгги Пейдж
- Ник Нолти — Т. Л. Пирсон
- Джессика Ланж — Кэтрин Пирсон
- Уильям Хёрт — доктор Питер Рид
- Алан Камминг — Джеёк
- Вера Фармига — Элинна
- Билл Беллами[англ.] — Мартин Сэндс
- Майкл Мориарти — Дик

## Производство

### Создание
Сценарий был написан Джошуа Майклом Стерном и стал его режиссёрским дебютом. Продюсерами стали Сидни Киммел и Грег Шапиро, а — сопродюсером Аарон Экхарт, сыгравшего главную роль. Фильм был представлен компанией «Neverwas Productions» и впервые показан на Международном кинофестивале в Торонто 9 сентября 2005 года. Позже он стал распространяться на медиа компанией Miramax Home Entertainment для домашнего просмотра. Из-за темы сказки, основанной на реальных событиях, фильм часто сравнивают с «Волшебной страной».

### Съёмки
Основные киносъёмки состоялись в сентябре 2004 года в Ванкувере, Британская Колумбия, Канада.